# Моделювання процесу буріння свердловин
Моделювання процесу буріння свердловин — розробка математичної моделі процесу обертального, турбінного та ін. буріння свердловин, основними елементами якої є залежності механічної швидкості буріння незатупленним породоруйнуючим інструментом (іноді і функції зносу) від технологічних параметрів, властивостей пари «породоруйнуючий інструмент — порода вибою» і часу чистого буріння і яка використовується для опису процесу буріння і його оптимізації.
У вітчизняній практиці моделі процесу буріння сформувалися після встановлення В. С. Федоровим залежності механічної швидкості буріння V від навантаження на долото G і частоти його обертання n. В. С. Федоровим отримана емпірична залежність:
V =a n xG y,
де х та а, у — коефіцієнти, які враховують характеристики гірського масиву і спосіб буріння; за даними Л. І. Штурмана при турбінному бурінні в породах Каширської світи x = 0,7; y = 1,1; а = 0,0024.
З аналізу відомих даних, загальновизнаної моделі процесу буріння немає взагалі. Відомі понад шістнадцять формул-моделей залежно від швидкості буріння від навантаження на долото і частоти його обертання, включаючи формулу В. С. Федорова (за даними Л. І. Штурмана і версії Р. А. Бадалова) і формулу буріння Ю. Ф. Потапова і В. В. Симонова. Версію моделі розробили В. К. Маурер, Ван-Лінген, А. Вудс, спільно Еккель, Кеннон і Бінгстейн, також Вардрук і Кеннон. Свої версії запропонували Кетлін, Мюррей, Каннінгхем, Брентлі і Я. А. Гельфгат зі співавторами. Д. С. Роулі, Р.Дж. Хоу і Ф. Х. Діллі розробили спільну модель, самостійно Симон і А. А. Погарський. Р. М. Ейгелес розробив п'ятнадцять моделей .
Найбільш привабливою по доступності вимірювання параметрів і управління ними вважається модель V = f(G, n).